# Megan Hilty
Megan Kathleen Hilty (* 29. března 1981, Bellevue, Washington, Spojené státy americké) je americká divadelní a televizní herečka a zpěvačka.
V současnosti je její nejznámější rolí Ivy Lynn v muzikálovém seriálu Smash, který se od roku 2012 vysílá na americké televizní stanici NBC.

## Životopis
Narodila se v Bellevue ve státě Washington jako dcera Jacka a Donny Hiltyových. Navštěvovala Sammamish High School v Bellevue a Academy of Performing Arts Conservatory High School v Redmondu. V roce 2004 absolvovala Carnegie Mellon School of Drama a je členkou společnosti Actors' Equity. Je držitelkou ocenění National Society of Arts a Letters Award za výborné výkony v muzikálovém divadle. Excellence in Musical Theater. Objevila se v regionálních představeních Café Puttanesca, Suds a The Wild Party.

## Osobní život
Od roku 2005 do roku 2012 chodila s hercem Stevem Kazeemem. V roce 2013 se provdala za hercem Briana Gallaghera v Las Vegas. V březnu 2013 oznámili, že očekávají prvního potomka. Dcera Viola Philomena Gallagher se jim narodila 18. září 2014. V září roku 2016 oznámili, že očekávají druhé dítě. Syn Ronan se narodil dne 13. března 2017.

## Divadlo

### Broadway
| Rok       | Název               | Role           | Místo                     | Poznámky |
| --------- | ------------------- | -------------- | ------------------------- | --- |
| 2005–2006 | Čarodějka           | Glinda         | George Gershwin Theatre   | Nominace – Broadway.com Audience Award v kategorii Nejlepší ženská výměna |
| 2009      | 9 to 5: The Musical | Doralee Rhodes | Marquis Theatre           | Nominace – Drama Desk Award v kategorii Nejlepší herečka v muzikálu Nominace – Drama League Award v kategorii Význačný výkon Nominace – LA Ovation Award v kategorii Hlavní herečka v muzikálu Nominace – Outer Critics Circle Award v kategorii Nejlepší herečka v muzikálu |
| 2016      | Noises Off          | Brooke Ashton  | American Airlines Theatre | Broadway.com Audience Award v kategorii Nejlepší ženská herečka Nominace – Tony Award v kategorii Nejlepší herečka ve hře Nominace – Drama Desk Award v kategorii Nejlepší herečka Nominace – Drama League Award v kategorii Význačný výkon                                  |

### Další divadla
| Rok  | Název                    | Role         | Místo                                          |
| ---- | ------------------------ | ------------ | ---------------------------------------------- |
| 2006 | Vanities                 | Mary         | Mountain View Center                           |
| 2012 | Gentlemen Prefer Blondes | Lorelei Lee  | New York City Center                           |
| 2015 | Annie Get Your Gun       | Annie Oakley | New York City Center                           |
| 2018 | Little Shop of Horrors   | Audry        | John F. Kennedy Center for the Performing Arts |

### Koncerty
| Rok  | Název                   | Místo                              | Datum           |
| ---- | ----------------------- | ---------------------------------- | --------------- |
| 2010 | Don't Stop Believing    | Cobb Energy Performing Arts Centre | 13. června 2010 |
| 2011 | Megan Sings the Blondes | Rrazz Room                         | 24. ledna 2011  |

## Filmy
| Rok  | Název                             | Role                                     | Poznámky |
| ---- | --------------------------------- | ---------------------------------------- | --- |
| 2007 | Shrek Třetí                       | Sněhurka (hlas)                          | |
| 2010 | What Happens Next                 | Ruthie                                   | |
| 2010 | Bitter Feast                      | Peg                                      | |
| 2010 | Happies Man Alive                 | Žena                                     | krátkometrážní film |
| 2011 | The Maiden and the Princess       | Dospělá služka (hlas)                    | |
| 2012 | Zvonilka: Tajemství křídel        | Rosetta (hlas)                           | zastoupila Kristin Chenoweth |
| 2014 | Zvonilka a tvor Netvor            | Rosetta (hlas)                           | Nominace – Behind the Voice Actors Award v kategorii Nejlepší vystoupení ve televizním speciálu / filmu pro DVD vydání – obsazení – |
| 2014 | Zvonilka a piráti                 | Rosetta (hlas)                           | Nominace – Behind the Voice Actors Award v kategorii Nejlepší vystoupení ve televizním speciálu / filmu pro DVD vydání – obsazení – |
| 2014 | Legenda Země Oz: Dorotka se vrací | Čínská princezna / Královna myšek (hlas) | Nominace – Behind the Voice Actors Award v kategorii Nejlepší vystoupení ve filmu – vedlejší role – herečka                         |
| 2016 | Pravidla neplatí                  | Sally                                    | |

## Televize
| Rok        | Název                           | Role                                    | Poznámky |
| ---------- | ------------------------------- | --------------------------------------- | --- |
| 1995       | Akta X                          | Jessica                                 | nekreditována, díl: „Irresistible“                                                                                              |
| 2007       | Sladký život Zacka a Codyho     | Enid                                    | díl: „The Arwin That Came to Dinner“                                                                                            |
| 2007       | Closer                          | Michelle Edwards                        | 2 díly |
| 2007       | Ošklivá Betty                   | Glinda                                  | díl: „Something Wicked This Way Comes“                                                                                          |
| 2008       | Žralok                          | Laurel Hasbrouck                        | díl: „One Hit Wonder“ |
| 2009       | Kriminálka Las Vegas            | Kiwi Long                               | díl: „Deep Fried and Minty Fresh“                                                                                               |
| 2009       | Zoufalé manželky                | Shayla Grove                            | 2 díly |
| 2009       | Eli Stone                       | Cheryl                                  | díl: „Flight Path“ |
| 2010       | Phineas a Ferb                  | Aunt Tiana (hlas)                       | díl: „Just Passing Through/Candace's Big Day“                                                                                   |
| 2010, 2019 | Americký táta                   | Neznámá / Zaměstnankyně TV Guide (hlas) | díly: „Return of the Bling“ a „Rabbit Ears“                                                                                     |
| 2009–2010  | Glenn Martin, DDS               | Neznámá (hlas)                          | 2 díly |
| 2010       | Sběratelé kostí                 | Julie Coyle                             | díl: „The Death of the Queen Bee“                                                                                               |
| 2010       | Rozvedený se závzaky            | Heckler                                 | díl: „Heckler/Cop Movie“ |
| 2011       | Melissa a Joey                  | Tiffany Longo                           | 2 díly |
| 2011       | Tučňáci z Madagaskaru           | Frances Alberta (hlas)                  | díl: „The Hoboken Suprise“ |
| 2011       | Zvonilka a Velké hry            | Rosetta (hlas)                          | |
| 2012–2013  | Smash                           | Ivy Lynn                                | hlavní role, 32 dílů Nominace – Dorian Award v kategorii Nejlepší televizní muzikálové vystoupení roku za „Let Me Be Your Star“ |
| 2012–2013  | Robot a příšerka                | J.D. (hlas)                             | 12 dílů Nominace – Behind the Voice Actors Award v kategorii Nejlepší vystoupení v novém televizním seriálu – obsazení          |
| 2013–2014  | Sean Saves the World            | Liz                                     | 13 dílů |
| 2014       | Dora and Friends: Into the City | La vida (hlas)                          | díl:„Dora Saves Opera Land“ |
| 2016       | I Shudder                       | Sarah Morelle                           | televizní pilot |
| 2016       | Girlfriends' Guide to Divorce   | Charlene Frumpkis                       | 3 díly |
| 2016–2018  | Sofie První                     | Prisma / princezna Charlotte (hlas)     | 6 dílů |
| 2016       | Dobrá manželka                  | Holly Westfall                          | 3 díly |
| 2016       | BrainDead                       | Misty Alise                             | 4 díly |
| 2018       | The Good Fight                  | Holly Westfall                          | díl: „Day 457“ |
| 2018       | Santa's Boots                   | Holly Westfall                          | TV film (Lifetime) |
| 2019       | Patsy & Loretta                 | Patsy Cline                             | TV film (Lifetime) |
| 2019       | T.O.T.S.                        | K.C, koala (hlas)                       | 18 dílů |
| 2019       | Sweet Mountain Christmas        |                                         | TV film (Hallmark) |